# Pluton (1804)
El Pluton fue un navío de línea francés de 74 cañones de la clase Téméraire construido en los astilleros de Tolón. Sirvió primero a la Marina francesa, combatiendo en 1805 en la batalla de Trafalgar, y más tarde a la Armada española tras ser capturado en la Batalla de la Poza de Santa Isabel de junio de 1808. Estuvo operativo hasta mediados de los años 1810, cuando fue desguazado en Ferrol. De acuerdo con el sistema de clasificación de la Royal Navy le correspondía la categoría de navío de tercera clase, mientras que en Francia era un Premier Rang.

## Al servicio de la Marina francesa
Fue construido en los astilleros de Tolón entre 1803 y 1805. Antes de su botadura, en el puerto de Tolón se iba reuniendo a finales de 1804 la flota francesa que, dirigida por el vicealmirante Pierre Charles Silvestre de Villeneuve, tenía que poner rumbo a las Indias Occidentales y desplegar 6.500 soldados franceses en el Caribe para atacar las posesiones británicas. No obstante, este primer intento de salida fue abortada por la flota británica al mando de Horatio Nelson, que evitó su salida en octubre de 1804.
Fue botado en enero de 1805 y armado en marzo, pasando a estar al mando del almirante Julien Marie Cosmao-Kerjulien justo a tiempo de formar parte del nuevo intento de salida de una flota compuesta por el Neptune, Bucentaure, Mont-Blanc, Berwick y Atlas. En esta ocasión la flota francesa consiguió esquivar el bloqueo de Nelson y llegó al puerto de Cartagena el 6 de abril, cruzando el estrecho de Gibraltar el 8 de abril, recalando brevemente en Cádiz donde se reabasteció en dirección a la Martinica, en las Indias Occidentales, donde llegaron el 14 de mayo y se le unieron seis navíos de línea y una fragata españolas bajo el mando de Federico Gravina.
Durante este período, participó en la reconquista del islote Roca del Diamante, en la bahía de Fort-de-France, al sur de la isla de Martinica. Villeneuve puso al frente de la operación a Cosmao-Kerjulien, quien capitaneó a su barco junto al Berwick, Sirène, una corbeta, una goleta y once cañoneras. Una operación en la que participaron entre 300 y 400 soldados franceses. Los soldados británicos que se encontraban defendiendo el islote, tras rendirse en la que se conoció como batalla de la roca del Diamante, fueron embarcados en el Pluton y Berwick y llevados a Fort-de-France.
En la isla de Martinica estuvo esperando Villeneuve en espera de otra flota que tenía que liderar Honoré Joseph Antoine Ganteaume. Lo que Villeneuve desconocía era que ésta se encontraba bloqueada por los ingleses en el puerto de Brest, en la costa atlántica francesa. La flota realizó diversas escaramuzas en la región capturando pequeños buques británicos. Pronto llegaron noticias de que Nelson había recalado en Barbados en su busca y captura, por lo que se decidió regresar a Europa, haciéndose a la mar el 11 de junio.

### Batalla del cabo Finisterre
La flota llegó al cabo de Finisterre el 9 de julio, pero vientos del noreste impidieron a la misma entrar en el golfo de Vizcaya hasta el 22 de julio. Las noticias sobre su retorno llegaron al vicealmirante británico Robert Calder el 19 de julio, quien tenía órdenes en principio de levantar los bloqueos de los puertos de Rochefort y Ferrol y navegar hacia el cabo de Finisterre para interceptar a Villeneuve. Ambas flotas se encontraron finalmente sobre las 11 horas el 22 de julio de 1805.
En el orden de batalla, Villeneuve colocó al Pluton en el puesto séptimo de la fila con la que la flota hispanofrancesa iba a plantar cara a la formada por Calder, siendo el barco en vanguardia de la Marina francesa. Al final de la jornada, el navío, dañado por la acción de fuego recibida, tuvo un total de 14 muertos y 24 heridos. Consiguió entrar en la bahía de Vigo el 28 de julio y, más tarde, el 2 de agosto, en Ferrol, de donde zarparía con el resto de la flota hasta el puerto de Cádiz, al que llegaron el 20 de agosto. En sus aguas quedaría esperando hasta el 19 de octubre, cuando parte con el resto de la expedición que irá a hacer frente a Horatio Nelson frente al cabo de Trafalgar.

### Batalla del cabo Trafalgar
El Pluton se hizo a la mar junto al resto de la flota conjunta con 755 marineros, de nuevo con Cosmao-Kerjulien al mando. En el orden de batalla, se mantuvo al frente de la segunda escuadra (de vanguardia) junto a los navíos de línea Monarca, Fougueux, Santa Ana, Indomptable, San Justo e Intrépide, así como la fragata francesa Rhin.
En aquella jornada del 21 de octubre de 1805, el Pluton contabilizó 67 bajas y más de 130 heridos. Con la batalla perdida, junto a cuatro barcos franceses y seis españoles, trató de regresar a Cádiz, a cuyo puerto llegan al día siguiente.
El día 23, el capitán Julien Marie Cosmao-Kerjulien, quien era el oficial de más alto rango en aquella situación, reunió a los oficiales más antiguos que habían regresado con él y planeó una contraofensiva para intentar recuperar algunos de los barcos que la flota británica había tomado como botín de guerra y planeaba llevar hasta la colonia de Gibraltar. El Pluton, junto a cinco naves (Héros, Neptune, San Francisco de Asís, Montañés y Rayo) marcharon de nuevo hacia aguas de Trafalgar para superarlas y recuperar los barcos.
Consiguieron recuperar los navíos de línea españoles Neptuno y el Santa Ana de manos británicas. Sin embargo, a su regreso hacia Cádiz, se desató una tormenta que impidió el buen final de la misión. Mientras que el Santa Ana consiguió llegar a duras penas a puerto, desarbolado, el Neptuno fue arrastrado contra la costa, hundiéndose en las cercanías del Castillo de Santa Catalina.

## Al servicio de la Armada española
El Pluton permaneció anclado en Cádiz junto al resto de la flota francesa bajo el mando superior del almirante François Étienne de Rosily-Mesros. Se encuentra allí en 1808, cuando estalla la Guerra de la Independencia Española. En junio de 1808 el Pluton lucha en la Batalla de la Poza de Santa Isabel contra la fuerza naval española bajo el mando del almirante Juan Ruiz de Apodaca, quien cuenta con el apoyo de la artillería costera. La armada española vence a la francesa, haciendo prisioneros a todos los marineros y capturando los seis barcos franceses que lucharon. Además del Pluton, se cuentan el Héros, Neptune, L'Algesiras, Argonaute -estos cinco conocidos de la batalla de Trafalgar- y el Cornélie.
Al día siguiente de su captura, pasó al mando del brigadier José Gardoqui hasta que la nave fue finalmente desarmada. El barco se encontraba en la bahía de Cádiz en marzo de 1810 cuando un fuerte temporal rompió los cables e hizo que la arboladura se perdiera.
Por Real Orden del 20 de abril de 1810, el Pluton fue renombrado como Montañés, nombre en sustitución del barco que se perdió en el sitio de Cádiz en 1810. Sirvió en la Armada hasta 1814 o 1816, año en que es desguazado en los astilleros de Ferrol.